# Herzenskämpfe (1912)
Herzenskämpfe (Originaltitel: Hjerternes Kamp, Alternativtitel Sklaven der Schönheit) ist ein dänischer Stummfilm von 1912.

## Handlung
Die Brüder Mahn geraten aneinander, als sie sich in die Tänzerin Kartowska verlieben. Erst als sie deren schlechten Charakter erkennen, legen sie ihre Streitigkeiten bei.

## Hintergrund
Produziert wurde er von der dänischen Nordisk Film (Nr. 966) und vertrieben von der Nordfilm (Nr. 50). Er hatte eine Länge von 812 bzw. 935 Metern (ca. 44 bzw. 51 Minuten) in drei Akten und kostete 975,00 Mark, ca. 6.284 Euro. Die Polizei Berlin belegte ihn mit einem Jugendverbot (Nr. 12.43; 12.46), ebenso die Polizei München (Nr. 4178, 4179, 4180). Von den Lehrern Hamburg wurde er ebenfalls geprüft.